# История московской канализации

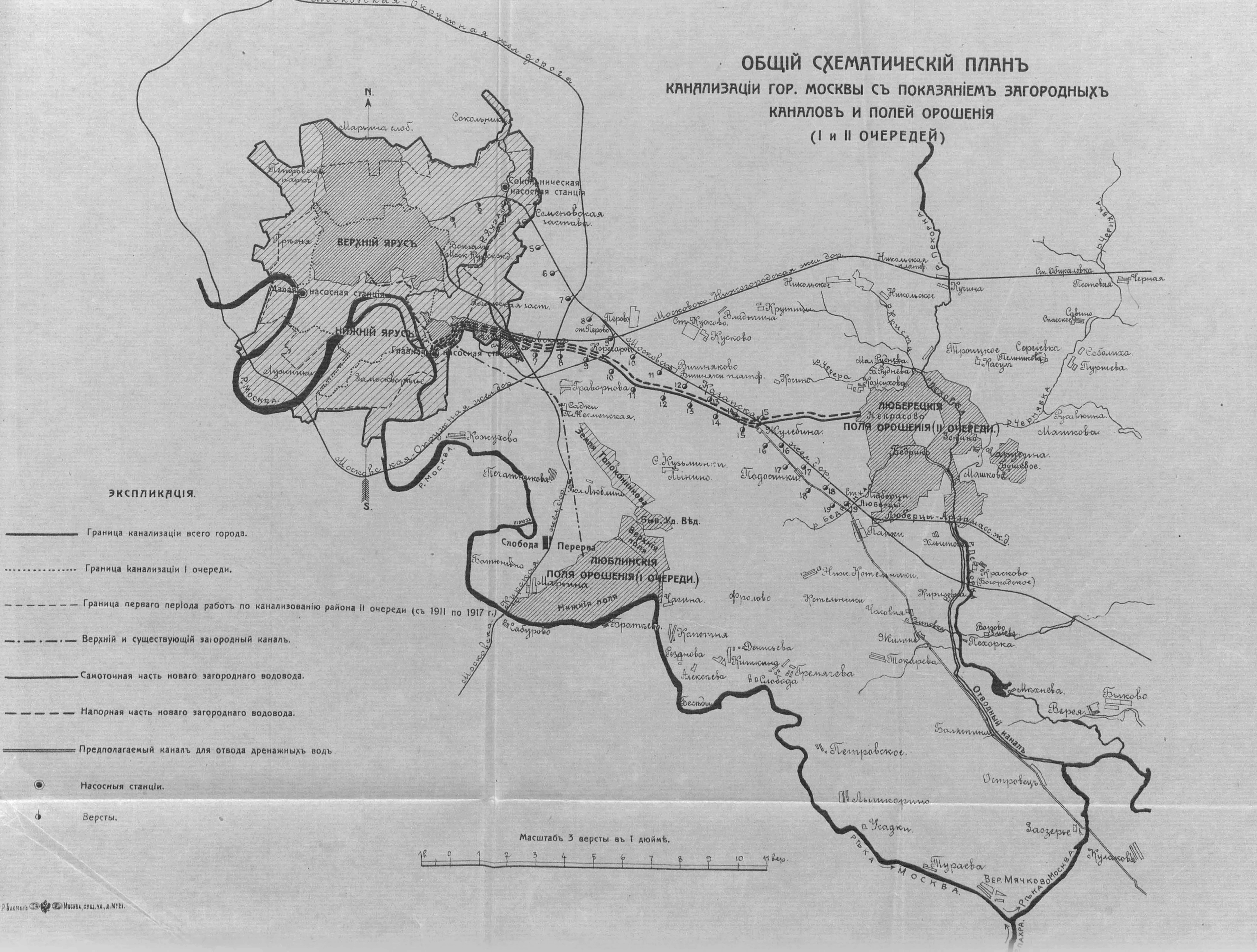
«Общий схематический план канализации города Москвы с показанием загородных каналов и полей орошения (I и II очередей)». Вернер, Ипполит Антонович. «Современное хозяйство города Москвы» — М.: Московское городское управление, 1913

План Люблинских полей орошения из журнала «Коммунальное хозяйство» за 1923 год

План Люберецких полей орошения в 1927 году

Первая известная нам водосточная труба в Москве датируется 1367 годом, она проходила от центральной части Кремля до Москвы-реки. Следующими в 1825 году появились Самотёчный и Неглинный каналы для отвода поверхностных стоков. До конца XIX века канализационная система для бытовых стоков отсутствовала; нечистоты вывозились на свалки ассенизаторами-«золотарями».
Впервые вопрос создания общегородской канализации был поднят в 1874 году М. А. Поповым — инженером-гидротехником и отставным штабс-капитаном. Им был предложен проект в городскую Думу, в котором предлагалось возведение канализации в пределах Камер-Коллежского вала по системе приёма в канализацию хозяйственно-бытовых и дождевых стоков. Поскольку для её возведения предполагалось использовать средства города с широким привлечением заёмного капитала, вопрос был «заморожен» следующие 13 лет.
В феврале 1892 года московская городская Дума приняла другой, более выгодный в финансовом плане проект инженеров В. Д. Кастальского, Н. М. Левачёва, П. Л. Николаенко, А. А. Семёнова, В. К. Шпейера и П. В. Трунина. Их проект предлагал создание канализации с раздельной сплавной системой: в канализацию попадают только хозяйственно-бытовые и фабричные стоки, а атмосферные воды — в водостоки, откуда в водоёмы. Реализация проекта началась в сентябре 1893 года.
30 июля 1898 года 1-я очередь московской канализации, включающая в себя 262 км канализационной сети, Главную насосную станцию и Люблинские поля орошения вошла в строй. Эта инфраструктура обслуживала 219 домовладений и перерабатывала 5,4 тыс. м³ сточных вод в сутки.
В 1907—1912 годах в рамках второй очереди проекта для полного канализования города внутри Камер-Коллежского вала было определено место для новых Люберецких полей орошения около станции Люберцы с подачей сточных вод с Главной насосной станции по Загородному Люберецкому каналу.
В 1929 году вступила в строй Кожуховская станция аэрации, осуществлявшая очистку сточных вод по интенсивному методу. Опыт работы станции существенно помог в дальнейших работах по очистке вод и проектированию новых станций очистки.
В мае 1938 года Люблинские поля орошения были перестроены в Люблинскую станцию аэрации с проектной мощностью 300 тыс. м³/сут., в декабре 1950 года по соседству начала работать Курьяновская станция аэрации с проектной мощностью 500 тыс. м³/сут., а в 1960-х годах вместо Люберецких полей фильтрации появилась Люберецкая станция аэрации.
Системы ливневой и производственно-бытовой канализации в Москве исторически были обособленными. В настоящее время канализацией поверхностного стока занимается ГУП «Мосводосток», а канализацией городских фекальных вод — МГУП «Мосводоканал».